# Passiflora lindeniana
Passiflora lindeniana is een passiebloem die voorkomt in de beneden-Andes van Venezuela op hoogte van 2700 m tot 800 m nabij de kust. De plant is een kleine tot middelgrote boom, die tot 20 m hoog kan worden. 
De soort werd voor het eerst verzameld door Jean Jules Linden in 1842 in "Provence de Merida" in Venezuela. José Jéronimo Triana en Jules Émile Planchon beschreven de plant in 1873 aan de hand van enkele specimens van Linden, naar wie ze de plant vernoemden. De soort is geplaatst in het ondergeslacht Astrophea volgens de taxonomische indeling van John MacDougal en Christian Feuillet.
In het wild komt de plant meestal voor in kleine groepen van slechts enkele individuen. Ze bloeien onregelmatig, meestal in de herfst of de vroege winter, maar soms ook niet elk jaar. Als ze bloeien gaan er honderden bloemen per dag open, die slechts gedurende enkele dagen bloeien. De bloemen zijn wit en geel; kroonbladeren zijn wit en ovaalvormig, 2,1-2,8 cm lang en 0,9 tot 1,4 cm breed. De filamenten van de corona zijn geel en het stuifmeel is diepgeel.
De soort wordt bedreigd door ontbossing en het plaaginsect Anastrepha dryas; de larven van deze kleine boorvlieg voeden zich met de ontwikkelende vrucht van de plant en vernietigen de zaden ervan. Er zijn slechts weinige standplaatsen van de soort gekend.
... · 
P. alata · 
P. aurantia · 
P. biflora · 
P. caerulea (Blauwe passiebloem) · 
P. citrina · 
P. coccinea · 
P. coriacea · 
P. edmundoi · 
P. edulis · 
P. edulis forma edulis · 
P. edulis forma flavicarpa · 
P. foetida · 
P. gibertii · 
P. herbertiana · 
P. incarnata · 
P. jorullensis · 
P. kermesina · 
P. laurifolia · 
P. ligularis · 
P. lindeniana · 
P. loefgrenii · 
P. lutea · 
P. morifolia · 
P. murucuja · 
P. organensis · 
P. picturata · 
P. punctata · 
P. quadrangularis · 
P. racemosa · 
P. rubra · 
P. serratifolia · 
P. suberosa · 
P. subpeltata · 
P. tarminiana · 
P. tulae · 
P. vitifolia · 
P. xishuangbannaensis · 
P. yucatanensis · 
...